# Primera División de España 1980-81
La temporada 1980/81 de la Primera División de España corresponde a la edición 50.ª del campeonato. El torneo se disputó del 6 de septiembre de 1980 al 26 de abril de 1981.
Tras haber quedado en segunda posición la temporada anterior, la Real Sociedad de Fútbol se proclamó campeona por primera vez en su historia.

## Sistema de competición
La Primera División de España 1980/81 fue organizada por la Real Federación Española de Fútbol. Como en temporadas precedentes, tomaron parte dieciocho equipos de toda la geografía española, integrados en un grupo único. Siguiendo un sistema de liga, los 18 equipos se enfrentaron todos contra todos en dos ocasiones -una en campo propio y otra en campo contrario- sumando un total de 34 jornadas. El orden de los encuentros se decidió por sorteo antes de empezar la competición.
La clasificación final se estableció con arreglo a los puntos obtenidos en cada enfrentamiento, a razón de dos por partido ganado, uno por empatado y ninguno en caso de derrota. Los mecanismos para desempatar la clasificación, si al finalizar el campeonato dos equipos igualaban a puntos, fueron los siguientes:
1. El que tuviera una mayor diferencia en el goal average o promedio de goles (cociente entre goles a favor y en contra) en los enfrentamientos entre ambos.
2. Si persistiera el empate, el que tuviera el mayor goal average en todos los encuentros del campeonato.

### Efectos de la clasificación
El equipo que más puntos sumó al final del campeonato fue proclamado campeón de liga y obtuvo el derecho automático a participar en la siguiente edición de la Copa de Europa.
Los tres mejores calificados, al margen de los clasificados para disputar la Copa de Europa (esto es, el campeón de Liga) y la Recopa de Europa (el campeón de la Copa del Generalísimo), obtuvieron una plaza para participar en la Copa de la UEFA de la próxima temporada.
Por su parte, los tres últimos clasificados descendieron a Segunda División, de la que ascendieron, recíprocamente, tres equipos.

### Desarrollo del campeonato
La Real Sociedad y el Real Madrid terminaron empatados a puntos -ambos con 45-, pero el resultado de los dos partidos entre sí favoreció a la Real Sociedad, habiendo ganado 3-1 en Atotxa y perdido 1-0 en el Bernabeú. En la última fecha, un empate en El Molinón ante el anfitrión, el Sporting, los colocaba campeones, pero la derrota haría que el Real Madrid se hiciera con el título. El equipo donostiarra perdía el partido (2-1) y con eso el campeonato hasta el minuto 89 cuando Zamora anotó el agónico 2-2, gol que hizo realidad el primer título de Liga para el equipo vasco en su historia.

## Equipos y estadios
Tomaron parte en la competición 18 equipos.
| Equipo                       | Ciudad                     | Entrenador                     | Estadio                |
| ---------------------------- | -------------------------- | ------------------------------ | ---------------------- |
| Agrupación Deportiva Almería | Almería                    | Arsenio Iglesias               | Antonio Franco Navarro |
| Athletic Club                | Bilbao                     | Helmut Senekowitsch            | San Mamés              |
| Club Atlético de Madrid      | Madrid                     | José Luis García Traid         | Vicente Calderón       |
| Fútbol Club Barcelona        | Barcelona                  | László Kubala                  | Camp Nou               |
| Real Betis Balompié          | Sevilla                    | Luis Cid, "Carriega"           | Benito Villamarín      |
| Real Club Deportivo Español  | Barcelona                  | José María Maguregui           | Sarriá                 |
| Hércules Club de Fútbol      | Alicante                   | Koldo Aguirre                  | José Rico Pérez        |
| Unión Deportiva Las Palmas   | Las Palmas de Gran Canaria | Antonio Ruiz                   | Insular                |
| Real Murcia                  | Murcia                     | José Víctor Rodríguez          | La Condomina           |
| Club Atlético Osasuna        | Pamplona                   | José Alzate                    | El Sadar               |
| Real Sporting de Gijón       | Gijón                      | Vicente Miera                  | El Molinón             |
| Real Madrid Club de Fútbol   | Madrid                     | Vujadin Boškov                 | Santiago Bernabéu      |
| Real Sociedad de Fútbol      | San Sebastián              | Alberto Ormaetxea              | Atocha                 |
| Unión Deportiva Salamanca    | Salamanca                  | Nemesio Martín, "Neme"         | Helmántico             |
| Sevilla Fútbol Club          | Sevilla                    | Miguel Muñoz                   | Ramón Sánchez Pizjuán  |
| Valencia Club de Fútbol      | Valencia                   | Bernardino Pérez, "Pasieguito" | Luis Casanova          |
| Real Valladolid              | Valladolid                 | Francisco García, "Paquito"    | José Zorrilla          |
| Real Zaragoza                | Zaragoza                   | Manolo Villanova               | La Romareda            |

### Equipos por comunidades autónomas
| Comunidad autónoma   | N.º | Equipos                  |
| -------------------- | --- | ------------------------ |
| Andalucía            | 3   | Almería, Betis y Sevilla |
| Comunidad de Madrid  | 2   | Real Madrid y At. Madrid |
| País Vasco           | 2   | Athletic y Real Sociedad |
| Cataluña             | 2   | FC Barcelona y Español   |
| Comunidad Valenciana | 2   | Hércules y Valencia      |
| Castilla y León      | 2   | Salamanca y Valladolid   |
| Asturias             | 1   | Sporting                 |
| Navarra              | 1   | Osasuna                  |
| Aragón               | 1   | Zaragoza                 |
| Canarias             | 1   | Las Palmas               |
| Región de Murcia     | 1   | Murcia                   |

## Clasificación

### Clasificación final
| Pos. | Equipo                | Pts. | PJ | G  | E  | P  | GF | GC | Dif. | Clasificación                   |
| ---- | --------------------- | ---- | -- | -- | -- | -- | -- | -- | ---- | ------------------------------- |
| 1    | Real Sociedad (C)     | 45   | 34 | 19 | 7  | 8  | 52 | 29 | +23  | Clasifica a la Copa de Europa   |
| 2    | Real Madrid C. F.     | 45   | 34 | 20 | 5  | 9  | 66 | 37 | +29  | Clasifica a la Copa de la UEFA  |
| 3    | Atlético de Madrid    | 42   | 34 | 16 | 10 | 8  | 46 | 39 | +7   | Clasifica a la Copa de la UEFA  |
| 4    | Valencia C. F.        | 42   | 34 | 17 | 8  | 9  | 59 | 41 | +18  | Clasifica a la Copa de la UEFA  |
| 5    | F. C. Barcelona       | 41   | 34 | 18 | 5  | 11 | 66 | 41 | +25  | Clasifica a la Recopa de Europa |
| 6    | Real Betis            | 40   | 34 | 17 | 6  | 11 | 55 | 38 | +17  |                                 |
| 7    | Sporting de Gijón     | 38   | 34 | 14 | 10 | 10 | 58 | 40 | +18  |                                 |
| 8    | Sevilla F. C.         | 37   | 34 | 14 | 9  | 11 | 34 | 42 | −8   |                                 |
| 9    | Athletic Club         | 35   | 34 | 14 | 7  | 13 | 64 | 53 | +11  |                                 |
| 10   | R. C. D. Español      | 34   | 34 | 14 | 6  | 14 | 37 | 42 | −5   |                                 |
| 11   | C. A. Osasuna         | 32   | 34 | 12 | 8  | 14 | 35 | 46 | −11  |                                 |
| 12   | Real Valladolid       | 31   | 34 | 9  | 13 | 12 | 40 | 46 | −6   |                                 |
| 13   | Hércules C. F.        | 30   | 34 | 10 | 10 | 14 | 42 | 48 | −6   |                                 |
| 14   | Real Zaragoza         | 29   | 34 | 9  | 11 | 14 | 31 | 44 | −13  |                                 |
| 15   | U. D. Las Palmas      | 28   | 34 | 12 | 4  | 18 | 47 | 61 | −14  |                                 |
| 16   | Real Murcia C. F. (D) | 23   | 34 | 8  | 7  | 19 | 35 | 49 | −14  | Descenso a Segunda División     |
| 17   | U. D. Salamanca (D)   | 21   | 34 | 7  | 7  | 20 | 32 | 67 | −35  | Descenso a Segunda División     |
| 18   | A. D. Almería (D)     | 19   | 34 | 6  | 7  | 21 | 30 | 66 | −36  | Descenso a Segunda División     |

 Fuente: BDFutbol
Criterios de clasificación: Puntos · Diferencia de goles · Goles a favor · Play-off

### Evolución de la clasificación
| Equipo / Jornada | 1  | 2  | 3  | 4  | 5  | 6  | 7  | 8  | 9  | 10 | 11 | 12 | 13 | 14 | 15 | 16 | 17 | 18 | 19 | 20 | 21 | 22 | 23 | 24 | 25 | 26 | 27 | 28 | 29 | 30 | 31 | 32 | 33 | 34 |
| Equipo / Jornada |    |    |    |    |    |    |    |    |    |    |    |    |    |    |    |    |    |    |    |    |    |    |    |    |    |    |    |    |    |    |    |    |    |    |
| ---------------- | -- | -- | -- | -- | -- | -- | -- | -- | -- | -- | -- | -- | -- | -- | -- | -- | -- | -- | -- | -- | -- | -- | -- | -- | -- | -- | -- | -- | -- | -- | -- | -- | -- | -- |
| Real Sociedad    | 10 | 8  | 5  | 7  | 7  | 9  | 7  | 4  | 3  | 5  | 3  | 5  | 4  | 5  | 4  | 3  | 4  | 4  | 3  | 2  | 3  | 4  | 4  | 7  | 7  | 6  | 5  | 3  | 3  | 2  | 1  | 1  | 1  | 1  |
| Real Madrid      | 5  | 1  | 4  | 2  | 6  | 4  | 6  | 3  | 9  | 4  | 5  | 3  | 7  | 4  | 6  | 7  | 6  | 5  | 5  | 5  | 5  | 5  | 8  | 6  | 5  | 4  | 6  | 4  | 4  | 3  | 3  | 2  | 2  | 2  |
| Atlético         | 1  | 5  | 2  | 3  | 3  | 1  | 1  | 1  | 1  | 1  | 1  | 1  | 1  | 1  | 1  | 1  | 1  | 1  | 1  | 1  | 1  | 1  | 1  | 1  | 1  | 1  | 1  | 1  | 1  | 1  | 2  | 3  | 3  | 3  |
| Valencia         | 3  | 2  | 7  | 4  | 2  | 3  | 2  | 2  | 2  | 2  | 2  | 2  | 2  | 2  | 2  | 2  | 2  | 2  | 2  | 3  | 2  | 2  | 2  | 3  | 3  | 3  | 4  | 6  | 5  | 4  | 4  | 5  | 5  | 4  |
| Barcelona        | 4  | 3  | 6  | 10 | 12 | 10 | 13 | 13 | 11 | 11 | 10 | 7  | 6  | 7  | 3  | 4  | 3  | 3  | 4  | 4  | 4  | 3  | 3  | 2  | 2  | 2  | 2  | 2  | 2  | 5  | 5  | 4  | 4  | 5  |
| Betis            | 17 | 16 | 13 | 9  | 10 | 12 | 10 | 9  | 4  | 9  | 9  | 11 | 8  | 10 | 8  | 9  | 11 | 9  | 10 | 9  | 8  | 6  | 5  | 4  | 6  | 8  | 7  | 8  | 7  | 7  | 6  | 7  | 6  | 6  |
| Sporting         | 2  | 6  | 3  | 5  | 5  | 7  | 4  | 5  | 5  | 10 | 6  | 9  | 9  | 8  | 9  | 8  | 7  | 8  | 6  | 6  | 6  | 7  | 6  | 5  | 4  | 5  | 3  | 5  | 6  | 6  | 7  | 6  | 7  | 7  |
| Sevilla          | 7  | 11 | 8  | 6  | 4  | 5  | 9  | 8  | 8  | 3  | 8  | 4  | 3  | 3  | 7  | 6  | 8  | 7  | 7  | 8  | 7  | 8  | 7  | 8  | 8  | 7  | 8  | 7  | 9  | 8  | 8  | 8  | 8  | 8  |
| Athletic Club    | 14 | 18 | 14 | 13 | 14 | 13 | 14 | 15 | 14 | 13 | 14 | 15 | 15 | 15 | 14 | 13 | 14 | 14 | 14 | 12 | 12 | 10 | 10 | 9  | 10 | 10 | 10 | 10 | 10 | 10 | 10 | 10 | 10 | 9  |
| RCD Español      | 6  | 10 | 9  | 11 | 8  | 11 | 8  | 7  | 7  | 8  | 11 | 8  | 10 | 9  | 11 | 10 | 9  | 11 | 9  | 10 | 11 | 9  | 9  | 10 | 9  | 9  | 9  | 9  | 8  | 9  | 9  | 9  | 9  | 10 |
| Osasuna          | 8  | 9  | 12 | 12 | 11 | 8  | 5  | 10 | 6  | 7  | 4  | 6  | 5  | 6  | 5  | 5  | 5  | 6  | 8  | 7  | 10 | 12 | 12 | 14 | 14 | 15 | 14 | 14 | 11 | 12 | 11 | 12 | 12 | 11 |
| Real Valladolid  | 18 | 15 | 17 | 17 | 16 | 15 | 15 | 14 | 16 | 14 | 15 | 14 | 14 | 14 | 15 | 15 | 15 | 15 | 15 | 15 | 15 | 15 | 15 | 15 | 15 | 13 | 11 | 12 | 12 | 11 | 12 | 11 | 11 | 12 |
| Hércules         | 11 | 12 | 10 | 8  | 9  | 6  | 11 | 11 | 12 | 12 | 12 | 13 | 12 | 12 | 13 | 14 | 12 | 10 | 11 | 11 | 9  | 11 | 11 | 11 | 12 | 12 | 12 | 13 | 14 | 15 | 14 | 14 | 13 | 13 |
| Real Zaragoza    | 9  | 4  | 1  | 1  | 1  | 2  | 3  | 6  | 10 | 6  | 7  | 10 | 11 | 11 | 12 | 11 | 10 | 12 | 12 | 14 | 13 | 13 | 13 | 12 | 13 | 14 | 15 | 15 | 15 | 13 | 13 | 13 | 14 | 14 |
| Las Palmas       | 16 | 14 | 16 | 18 | 17 | 17 | 17 | 16 | 13 | 16 | 13 | 12 | 13 | 13 | 10 | 12 | 13 | 13 | 13 | 13 | 14 | 14 | 14 | 13 | 11 | 11 | 13 | 11 | 13 | 14 | 15 | 15 | 15 | 15 |
| Murcia           | 12 | 7  | 11 | 15 | 13 | 14 | 12 | 12 | 15 | 15 | 16 | 16 | 16 | 16 | 16 | 16 | 16 | 17 | 17 | 17 | 16 | 16 | 16 | 16 | 16 | 17 | 17 | 16 | 17 | 16 | 16 | 16 | 16 | 16 |
| Salamanca        | 15 | 17 | 18 | 16 | 18 | 18 | 18 | 18 | 18 | 18 | 18 | 18 | 18 | 18 | 17 | 18 | 17 | 16 | 16 | 16 | 17 | 17 | 17 | 18 | 18 | 18 | 18 | 17 | 16 | 17 | 17 | 17 | 17 | 17 |
| Almería          | 13 | 13 | 15 | 14 | 15 | 16 | 16 | 17 | 17 | 17 | 17 | 17 | 17 | 17 | 18 | 17 | 18 | 18 | 18 | 18 | 18 | 18 | 18 | 17 | 17 | 16 | 16 | 18 | 18 | 18 | 18 | 18 | 18 | 18 |

## Resultados
| Local \ Visitante  | ALM | ATH | ATM | BAR | BET | ESP | HER | LAS | MUR | OSA | RMA | RSO | SAL | SEV | SPO | VAL | VLD | ZAR |
| ------------------ | --- | --- | --- | --- | --- | --- | --- | --- | --- | --- | --- | --- | --- | --- | --- | --- | --- | --- |
| A. D. Almería      | —   | 1–1 | 2–1 | 2–5 | 0–2 | 2–0 | 0–3 | 0–1 | 0–0 | 1–1 | 1–2 | 3–2 | 3–2 | 0–0 | 1–1 | 1–0 | 1–1 | 3–1 |
| Athletic Club      | 5–1 | —   | 3–1 | 4–1 | 2–0 | 1–2 | 5–3 | 1–3 | 3–0 | 1–1 | 1–1 | 0–2 | 6–1 | 3–0 | 1–1 | 4–0 | 4–1 | 0–1 |
| Atlético de Madrid | 2–1 | 2–1 | —   | 1–0 | 0–4 | 1–0 | 1–0 | 2–2 | 2–1 | 0–0 | 3–1 | 2–0 | 1–1 | 2–0 | 0–0 | 3–1 | 5–2 | 1–2 |
| F. C. Barcelona    | 6–0 | 0–1 | 4–2 | —   | 1–3 | 3–1 | 6–0 | 1–0 | 1–0 | 6–0 | 2–1 | 2–0 | 3–0 | 3–1 | 3–1 | 0–3 | 2–1 | 0–0 |
| Real Betis         | 2–0 | 2–0 | 0–1 | 1–1 | —   | 1–2 | 2–0 | 4–1 | 1–0 | 1–1 | 1–1 | 1–0 | 5–0 | 2–0 | 2–0 | 1–1 | 2–2 | 2–0 |
| R. C. D. Español   | 1–0 | 1–0 | 2–0 | 1–0 | 1–2 | —   | 2–1 | 3–1 | 2–1 | 0–0 | 2–1 | 0–0 | 2–1 | 2–2 | 1–0 | 1–2 | 0–0 | 1–1 |
| Hércules C. F.     | 1–0 | 1–2 | 1–2 | 0–1 | 0–1 | 2–0 | —   | 2–3 | 1–0 | 0–0 | 1–2 | 2–0 | 3–2 | 5–1 | 1–1 | 1–1 | 1–1 | 1–1 |
| U. D. Las Palmas   | 3–0 | 1–3 | 1–1 | 1–4 | 2–4 | 2–0 | 1–1 | —   | 1–2 | 2–0 | 1–0 | 0–3 | 1–1 | 1–2 | 3–1 | 1–4 | 0–2 | 3–0 |
| Real Murcia C. F.  | 2–1 | 5–4 | 0–2 | 1–2 | 2–0 | 1–1 | 2–2 | 1–2 | —   | 1–0 | 1–1 | 0–2 | 1–1 | 0–0 | 2–1 | 0–2 | 0–0 | 0–1 |
| C. A. Osasuna      | 2–1 | 2–0 | 0–0 | 1–0 | 1–2 | 1–0 | 1–2 | 1–0 | 3–1 | —   | 1–2 | 0–3 | 1–1 | 2–1 | 3–0 | 2–0 | 2–0 | 1–0 |
| Real Madrid C. F.  | 4–0 | 7–1 | 2–0 | 3–0 | 4–2 | 1–2 | 3–0 | 3–0 | 4–0 | 3–1 | —   | 1–0 | 2–0 | 3–2 | 1–0 | 2–1 | 1–1 | 2–0 |
| Real Sociedad      | 3–1 | 4–1 | 2–2 | 2–0 | 2–2 | 2–1 | 1–1 | 2–0 | 1–0 | 2–1 | 3–1 | —   | 1–0 | 3–0 | 1–2 | 2–1 | 1–0 | 1–0 |
| U. D. Salamanca    | 2–1 | 3–2 | 1–1 | 2–1 | 2–0 | 3–2 | 0–1 | 0–2 | 0–3 | 1–2 | 1–3 | 0–2 | —   | 0–0 | 2–2 | 0–1 | 2–1 | 3–1 |
| Sevilla F. C.      | 1–0 | 2–0 | 1–1 | 1–1 | 2–1 | 2–0 | 0–0 | 3–2 | 1–0 | 1–0 | 2–0 | 0–0 | 1–0 | —   | 3–2 | 1–0 | 1–0 | 0–0 |
| Sporting de Gijón  | 5–2 | 1–1 | 3–0 | 2–1 | 2–0 | 0–1 | 3–1 | 2–1 | 2–0 | 5–1 | 4–0 | 2–2 | 4–0 | 3–0 | —   | 0–0 | 4–1 | 1–1 |
| Valencia C. F.     | 3–1 | 0–0 | 1–1 | 3–3 | 3–1 | 3–1 | 0–2 | 3–1 | 3–2 | 4–1 | 2–1 | 3–2 | 3–0 | 2–0 | 3–1 | —   | 2–2 | 3–0 |
| Real Valladolid    | 0–0 | 0–0 | 0–2 | 1–1 | 2–1 | 3–1 | 2–1 | 3–1 | 1–0 | 2–1 | 1–3 | 0–0 | 3–0 | 2–3 | 1–2 | 2–0 | —   | 1–1 |
| Real Zaragoza      | 1–0 | 2–3 | 0–1 | 1–2 | 2–0 | 2–1 | 1–1 | 2–3 | 1–6 | 3–1 | 0–0 | 0–1 | 2–0 | 2–0 | 0–0 | 1–1 | 1–1 | —   |

## Máximos goleadores (Trofeo Pichichi)
| Pos. | Jugador                 | Equipo                 | Goles |
| ---- | ----------------------- | ---------------------- | ----- |
| 1º   | Enrique Castro, 'Quini' | FC Barcelona           | 20    |
| 2º   | Juanito Gómez           | Real Madrid            | 19    |
| 3º   | Dani                    | Athletic Club          | 17    |
| 4º   | 'Pichi' Alonso          | Real Zaragoza          | 16    |
|      | Enzo Ferrero            | Real Sporting de Gijón | 16    |
|      | Fernando Morena         | Valencia CF            | 16    |
|      | Jesús María Satrústegui | Real Sociedad          | 16    |
| 8º   | Rafa Marañón            | RCD Español            | 14    |
| 9º   | Abel Díez               | Real Sporting de Gijón | 13    |
|      | Carlos Diarte           | Real Betis             | 13    |
|      | Carlos Santillana       | Real Madrid            | 13    |